# Gnatranga-Moiou
Gnatranga-Moiou est une ville de l'union des Comores, situé sur l'île de Grande Comore. En 2010, sa population est estimée à 2 386 habitants.